# 埃勒河畔圣玛格丽特
埃勒河畔圣玛格丽特（法語：Sainte-Marguerite-d'Elle，法語發音：[sɛ̃t maʁɡərit dɛl] ⓘ）是法国卡尔瓦多斯省的一个市镇，属于巴约区。该市镇总面积20.49平方公里，2009年时的人口为767人。

## 人口
埃勒河畔圣玛格丽特人口变化图示
| 数据来源：INSEE |